# إميل لورينز
إميل لورينز (بالمجرية: Lőrincz Emil)‏ هو لاعب كرة قدم ومدرب كرة قدم مجري في مركز الدفاع، ولد في 29 سبتمبر 1965 في بودابست في المجر. لعب مع نادي بروكسل ونادي بودابست.

## وصلات خارجية
- إميل لورينز على موقع الاتحاد الأوربي (الإنجليزية)
- إميل لورينز على موقع قاعدة بيانات كرة القدم.إي يو (الإنجليزية)
- إميل لورينز على موقع ناشيونال فوتبول تيمز (الإنجليزية)